# 連鎖怪談
『連鎖怪談』（れんさかいだん）は、2005年10月5日 - 12月21日に京都放送（KBS京都）、テレビ神奈川、テレビ埼玉、三重テレビ放送の独立UHF放送局4局共同制作で放送されたドラマシリーズのタイトル。
これまでもKBS京都とテレビ神奈川（途中からテレビ埼玉も加わる）で連続ドラマシリーズ（30分1回）を共同制作していたが、今作品では前記3局に中京地区から初めて三重テレビ放送が制作に加わった。メインの制作はKBS京都が担当している。なお、番組サイトはテレビ神奈川に設置されている。
番組は2週を1セットとした物語6本のリレー連作形式となっており、ストーリーに描かれる呪いの数々を新鋭の映画監督や個性豊かな俳優陣が綴っていくというものである。

## 放送日時
- 京都放送（KBS京都） - 水曜23:30-24:00
- テレビ神奈川 - 金曜17:00-17:30
- テレビ埼玉 - 火曜23:00-23:30
- 三重テレビ放送 - 月曜25:30-26:00（火曜未明1:30-2:00）

## タイトル
- エピソード1 - 「百物語」 監督：室賀厚
- エピソード2 - 「再生」 監督：川合晃
- エピソード3 - 「闇の奥」 監督：菅田俊
- エピソード4 - 「怨念」 監督：川野浩司
- エピソード5 - 「記憶」 監督：藤原健一
- エピソード6（最終話） - 「宿命」 監督：藤原健一

## キャスト
エピソード1
- ミサキ（美沙希）：木南晴夏
- ヨシノ：里中あや
- カズミ：安堂早織
- 酒井ミチヨシ：中村祐樹
- 侍：川端保成
- おしの：小林紅葵

エピソード2
- ユリ（百合）：二宮直子
- サクラ：楊原京子
- トモカ：山本理恵
- 秋葉：千葉尚之
- 宮路：佐藤良洋
- 永野洋子：星遙子
- 吉岡：吉永秀平

エピソード3
- コズエ：菜葉菜
- ミホ：加賀美早紀
- タカシ：ERIKU
- ショウイチ：石田学
- 日下部主人：松山鷹志
- 日下部夫人：杉嶋美智子
- 日下部真治：なべやかん
- 赤い女：小林紅葵

エピソード4
- ハルミ：岡元あつこ
- 斎藤：工藤俊作
- 沢口：松尾政寿
- ミナ：加藤愛乃
- 赤い女：小林紅葵
- 看護士：優希、梅井彩、片瀬ゆき、竹中里美

エピソード5
- 久保ユキノ：和合遥
- 久保ミユキ：藤沢かりん
- 久保直弥：藤原常吉
- 久保貴美子：秋本奈緒美
- シズカ：住吉ちほ
- 杉崎：木庭博光
- 尾野：山崎栄
- 洋一：吉田大蔵
- 赤い女：小林紅葵

エピソード6
- 伊本和美：夏生ゆうな
- ミサ：西村理沙
- 伊本源蔵、龍之介：木下ほうか
- 伊本多恵：愛染恭子
- 達也：大三郎
- 綾子：吉見麻美
- カズオ：橋本貴幸
- 赤い女：小林紅葵